# دبلیودبلیوئی تی‌ال‌سی (۲۰۱۴)
تی‌ال‌سی: میزها، نردبان‌ها و صندلی‌ها (به انگلیسی: TLC: Tables, Ladders & Chairs) یک رویداد غیر رایگان (Pay-Per-View) در کشتی حرفه‌ای می‌باشد که توسط کمپانی دبلیودبلیوئی تهیه می‌شود؛ و این دوره‌ی آن هم در ۱۴ دسامبر ۲۰۱۴ در مجموعه ورزشی کوییکن لودز ارینا شهر کلیولند ایالت اوهایو و با نام تی‌ال‌سی: میزها، نردبان‌ها و صندلی‌ها … و پلکان‌ها برگزار شد که ششمین تی‌ال‌سی و دوازدهمین رویداد سالانه دبلیودبلیوئی بود. این اولین رویداد تی‌ال‌سی بود که در آن یک مسابقه پلکان‌ها هم برگزار شد.
مسابقه اصلی این رویداد بین بری وایت و دین امبروز بود که با پیروزی وایت به پایان رسید. در این رویداد همچنین شاهد بازگشت رومن رینز بودیم؛ او همچنین به عنوان اولین نفر، حضورش را در مسابقه رویال رامبل اعلام کرد که در رویداد بعدی کمپانی برگزار می‌شود.

## زمینه‌سازی
تی‌ال‌سی شامل مسابقاتی بین دشمنی‌های موجود، ماجراهای پیش آمده و استوری‌هایی خواهد بود که پیش از این در برنامه‌های راو یا اسمک داون پخش شده بود. کشتی‌گیرها با توجه به مسابقات یا سری اتفاقاتی که برایشان رخ می‌دهد و تنش را به حد اکثر می‌رساند، نقش منفی یا قهرمان به خود می‌گیرند.
در سروایور سریز، بری وایت پس از اینکه دین امبروز با صندلی فولادی به او حمله کرد، با قانون سلب صلاحیت پیروز شد. سپس در WWE.Com اعلام شد که وایت و امبروز بار دیگر در رویداد تی‌ال‌سی ۲۰۱۴ و طی یک مسابقه تی‌ال‌سی با هم به رقابت خواهند پرداخت.
در راو ۲۴ نوامبر، بعد از اینکه مسئول جدید غذا و نوشیدنی یعنی کین به صورت رایبک یک هات‌داگ پرت کرد رایبک به او حمله کرد. در اسمک‌داون ۲۸ نوامبر، وقتی رایبک با سث رالینز مسابقه می‌داد کین با ضربات متعدد صندلی به او حمله‌ور شد. کمی بعد در همان شب دنیل بر این که مسئول افتخاری برنامه بود اعلام کرد که در تی‌ال‌سی، کین طی یک مسابقه صندلی‌ها به مصاف رایبک خواهد رفت.
در راو ۱ دسامبر، سث رالینز سعی کرد جان سینا را قانع کند که رووسا را بر مسند قدرت برگرداند ولی در این لحظه مدیر یا جنرال منیجر بی‌چهره و نامعلوم راو اعلام کرد که جان سینا در تی‌ال‌سی باید طی یک مسابقه میزها به مصاف رالینز برود؛ اگر سینا ببازد او دیگر رقیب شماره #۱ براک لزنر برای کمربند دبلیودبلیوئی سنگین‌وزن جهان نخواهد بود.
در سروایور سریز، بیگ شو با ناک اوت کردن سینا به هم تیمی‌هایش در تیم سینا خیانت کرد و باعث پین شدن سینا توسط رالینز شد. در راو ۲۴ نوامبر، اریک روئن که یکی از اعضای تیم سینا بود به بیگ شو حمله‌ور شد؛ در راو ۱ دسامبر، روئن بعد از اینکه بیگ شو، پلکان فولادی را به روئن کوبید تا روئن مقابل بیگ شو با سلب صلاحیت پیروز شود. هرچند بعدتر در همان شب، روئن با همان پلکان و با کمک سینا، زیگلر و رایبک به سر شو کوبید. در برنامه مین ایونت ۲ دسامبر اعلام شد که بیگ شو و روئن در تی‌ال‌سی برای اولین بار یک مسابقه پلکان‌های فولادی برگزار خواهند کرد.
در راو ۸ دسامبر اعلام شد که گروه جدید دِ نو دِی متشکل از بیگ ای، کوفی کینگستون و زِیویِر وودز در مسابقه آغازین تی‌ال‌سی مقابل گلداست و استارداست قرار می‌گیرند.
در سروایور سریز، نیکی بِلا بعد از اینکه خواهرش بری حواس قهرمان رکورددار دیواز یعنی ای‌جی لی را پرت کرد او ای‌جی را شکست داد تا قهرمان جدید دیواز شود. در راو ۸ دسامبر اعلام شد که نیکی باید در تی‌ال‌سی از کمربندش مقابل برنده جایزه اسلَمی دیوای سال یعنی ای‌جی دفاع کند.

## نتایج
| #                                                                                                 | نتایج                                                                                 | نوع مسابقه                                                                                            | مدت زمان |
| ------------------------------------------------------------------------------------------------- | ------------------------------------------------------------------------------------- | --- | -------- |
| ۱پ                                                                                                | دِ نو دِی (بیگ ای، کوفی کینگستون) (با همراهی زِیویِر وودز) پیروز مقابل گلداست و استارداست | مسابقه تگ تیم                                                                                         | ۱۱:۴۰    |
| ۲                                                                                                 | دالف زیگلر پیروز مقابل لوک هارپر (c)                                                  | مسابقه نردبان‌ها برای قهرمانی کمربند بین قاره‌ای                                                        | ۱۶:۴۰    |
| ۳                                                                                                 | د اوسوس (جیمی و جِی اوسو) پیروز مقابل د میز و دیمین میزداو (c) با سلب صلاحیت           | مسابقه تگ تیم برای کمربندهای تگ تیم                                                                   | ۷:۱۷     |
| ۴                                                                                                 | بیگ شو پیروز مقابل اریک روئن                                                          | مسابقه پلکان‌های فولادی                                                                                | ۱۱:۱۴    |
| ۵                                                                                                 | جان سینا پیروز مقابل سث رالینز (با همراهی جِیمی نوبل و جویی مرکوری)                    | مسابقه میزها؛ اگر سینا ببازد او دیگر رقیب شماره #۱ برای کمربند دبلیودبلیوئی سنگین‌وزن جهان نخواهد بود. | ۲۱:۲۵    |
| ۶                                                                                                 | نیکی بِلا (با همراهی بری بِلا) (c) پیروز مقابل ای‌جی لی                                  | مسابقه تک نفره برای قهرمانی کمربند دیواز                                                              | ۷:۳۸     |
| ۷                                                                                                 | رایبک پیروز مقابل کین                                                                 | مسابقه صندلی‌ها                                                                                        | ۹:۵۰     |
| ۸                                                                                                 | روسِف (با همراهی لانا) (c) پیروز مقابل جک سوئگر با تسلیم                               | مسابقه تک نفره برای قهرمانی کمربند ابالات متحده آمریکا                                                | ۴:۵۰     |
| ۹                                                                                                 | بری وایت پیروز مقابل دین امبروز                                                       | مسابقه میزها، نردبان‌ها و صندلی‌ها                                                                      | ۲۶:۲۵    |
| - (c) – نشان‌دهنده قهرمان(هایی) است که به میدان می‌روند - پ – نشان‌دهنده این است که مسابقه در پری–شو |                                                                                       | |          |

## پسایند
شب بعد در راو، جنرال منیجر افتخاری این هفته از برنامه یعنی کریس جریکو برگزاری یک مسابقه مجدد بین سینا و رالینز را برای همان شب اعلام کرد. طی مسابقه، براک لزنر بازگشت و با حمله به سینا باعث پیروزی رالینز شد. بیگ شو و لوک هارپر در یک مسابقه تگ تیم مقابل دالف زیگلر و اریک روئن پیروز شدند. کین هم طی مسابقه‌ای بر آدام رُز تفوق یافت. هنگامیکه لانا و روسِف در رینگ مهمان بخش Highlight Reel که جریکو مجری آن است حضور داشتند، جریکو اعلام کرد که روسف در آن لحظه باید با رایبک روبرو شود اما با ورود رایبک، روسف از رینگ خارج شد تا دشمنی جدیدی بین آن‌دو شکل بگیرد. همچنین هنگامیکه رومن رینز در رینگ بود بیگ شو وارد شد و با ضربه سوپرمن پانچ رینز مواجه شد و صحنه را ترک کرد.